# Saint-Sulpice-d'Excideuil
Saint-Sulpice-d'Excideuil là một xã ở tỉnh Dordogne, vùng Aquitaine tây nam nước Pháp.

## Dân số
| Năm  | Population | Density | Percent of the canton |
| ---- | ---------- | ------- | --------------------- |
| 1962 | 656        | -       | -                     |
| 1968 | 591        | -       | -                     |
| 1975 | 491        | -       | -                     |
| 1982 | 432        | -       | -                     |
| 1990 | 406        | -       | -                     |
| 1999 | 355        | 18/km²  | -                     |